# Persécution des coptes

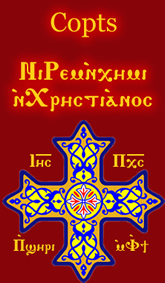
Croix copte

Les coptes représentent, avec entre 17 et 21 % de la population égyptienne, la plus grande minorité du pays.
Les groupes de défense des droits de l'homme ont noté un sentiment d'« intolérance religieuse grandissante » et des violences sectaires contre la communauté copte d'Égypte, ainsi que l'échec du gouvernement égyptien à enquêter et à sévir contre les auteurs de ces attaques.

## Invasion arabo-musulmane de l'Égypte
L'invasion musulmane de l’Égypte a eu lieu en l'an 639. Malgré les bouleversements politiques, l’Égypte est restée un pays majoritairement chrétien jusqu’à la fin du XIIe siècle.
Les conversions progressives à l'islam au cours des siècles ont changé l’Égypte qui est passé d'une majorité chrétienne à une majorité principalement musulmane. Ce processus a été accéléré par les persécutions pendant et après le règne du calife fatimide Al-Hakim bi-Amr Allah (règne 996-1021) et par les croisades.

## Traitement des femmes coptes
Des femmes et des jeunes filles coptes seraient parfois victimes d'enlèvement, forcées de se convertir à l'islam et de se marier à des musulmans,. En avril 2010, 17 membres du Congrès des États-Unis expriment leurs inquiétudes sur les femmes coptes, victimes « de violences physiques et sexuelles, de captivité, d'exploitation par de la servitude domestique forcée ou de commerce sexuel ».
Ces allégations sont cependant remises en cause dans le rapport du département d'État des États-Unis, du 17 novembre 2010. Selon le rapport, les organisations des droits de l'homme en Égypte trouvent ces allégations difficiles à vérifier, d'autant plus qu'elles sont rares dans les médias égyptiens. Cependant, ce sont ces mêmes médias qui, lors des affrontements inter-religieux égyptiens d'octobre 2011, commenceront par affirmer (le 10 octobre) que les soldats ont ouvert le feu sur les manifestants coptes parce que ceux-ci avaient tué trois d'entre eux avant de reconnaître deux jours plus tard, qu'aucun soldat n'est mort.

## Chronologie des attaques contre la communauté copte
- 1972 :
  - 6 mai : une église copte est incendiée à Khanka, au nord du Caire[7].
- 1981 :
  - juin : incidents de El Zawya El Hamra, au Caïre. 81 coptes sont tués, plus de cent blessés[8].
- 1990 : 
  - Des employés réparant une église sont attaqués par des militants islamistes[9].
  - mars : des rumeurs sur le trafic de filles musulmanes de la part de Coptes déclenchent deux semaines de violences à Abu Qirqas. Des églises, commerces, maisons et voitures sont brûlés, et deux chrétiens sont enlevés. Pas de mort, ni de blessé[9].
- 1991 :
  - 20-22 septembre : des militants musulmans commettent une vague de violence envers les églises et commerces chrétiens d'Imbabah, une banlieue du Caire. La police refuse l'enregistrement de plusieurs plaintes, certains plaignants étant arrêtés[9].
- 1992 :
  - 11 mars : un échange de tirs entre chrétiens et musulmans fait 3 morts au village de Sanbau[9].
  - 4 mai : onze coptes et deux musulmans qui tentaient de s'interposer sont tués à Sanbau par des militants islamistes[9].
  - 27 octobre : quatre supposés militants islamistes tuent un joaillier chrétien et son assistant[9].
  - 1er novembre : dix coptes sont blessés dans l'attaque de leur bus par des hommes armés[9].
- 1993 :
  - 4 janvier : deux assauts séparés tuent un copte et en blessent un autre. Une église est incendiée à Dayrut[9].
- 2000 :
  - janvier : 21 chrétiens, dont 4 enfants, sont tués lors d'émeutes sectaires à Al Kosheh.
- 2006 :
  - 14 avril : un chrétien est tué et entre 5 et 16 autres blessés lorsqu'un homme entre dans deux églises et poignarde les fidèles[10]. Les manifestations et violences qui s'ensuivent voient la mort d'un homme musulman[11].
- 2009 :
  - 19 avril : des militants musulmans ouvrent le feu sur des chrétiens à la veille de Pâques. Deux coptes sont tués, un autre blessé[12],[13].
- 2010 :
  - 7 janvier : massacre de Nag Hammadi, huit chrétiens et un musulman sont tués quand des hommes armés ouvrent le feu sur les fidèles sortant de la cathédrale. Deux femmes coptes sont également tuées lors de l'incendie de maisons chrétiennes dans les villages alentour.
  - 24 novembre : deux coptes sont tués lors de heurts avec la police. Les coptes manifestaient contre l'interdiction de construire une église[14].
- 2011 :
  - 1er janvier : attentat d'Alexandrie, 21 chrétiens sont tués et près d'une centaine blessés lorsqu'une voiture piégée explose en face d'une église.
  - 5 mars : des violences ont lieu entre coptes et musulmans. Les violences ont pour cause la relation entre une musulmane et un copte. Le père de la femme est tué pour avoir refusé de tuer sa fille et laver l'honneur de sa famille. Des affrontements éclatent, une église est brulée et des maisons ou commerces appartenant à des chrétiens sont pillés[15].
  - 8 mars : treize personnes sont tuées au Caire lors d'une manifestation de coptes contre l'incendie de l'église le 5 mars[14].
  - 7 avril : plusieurs centaines de salafistes attaquent une église au Caire et y mettent le feu car plusieurs chrétiennes converties à l'Islam y seraient retenues contre leur gré, ce qui est totalement faux. Une seconde église est brûlée. Les affrontements entre musulmans et coptes font 12 morts et 232 blessés[16]. 190 personnes sont arrêtés par la police[17].
  - 10 octobre : le 9 octobre 2011, une manifestation pacifique protestant contre l'incendie d'une église copte est violemment réprimée par l'armée. La télévision d'État égyptienne signale que « des chrétiens (coptes) ont attaqué l'armée », que « trois soldats ont péri » (affirmation qu'elle admet être fausse deux jours plus tard), et lance aux Égyptiens un appel à “défendre leur pays” contre les troubles inter-religieux. Au moins 24 Coptes meurent, dont certains écrasés par des véhicules militaires[5],[6].

- 2013 :
  - Peu après le renversement du président islamiste élu Mohamed Morsi par le maréchal Sissi, des musulmans détruisent en deux jours plus de cent édifices chrétiens dans la vallée du Nil[18].
- 2016 :
  - 11 décembre : un attentat dans l'église Saint-Pierre-et-Saint-Paul, près de la cathédrale Saint-Marc du Caire, fait au moins 25 morts.
- 2017 :
  - Le 9 avril, deux attentats à la bombe touchent la communauté copte, faisant au moins 44 morts, dans deux églises un de eux où il y avait le pape Tawadros .
  - Le 26 mai, attentat dans le gouvernorat de Minya : des hommes armés d'armes automatiques tirent sur un bus transportant des coptes, l'attaque fait 28 morts et 25 blessés[19].
- 2018 :
  - Le 2 novembre, à Minya, un attentat par balles fait au moins 7 morts et 14 blessés. L'attaque visait un autocar transportant des pèlerins vers un monastère copte de Haute-Égypte. L'attentat est revendiqué par l'État islamique[20].

## Défenseurs des coptes
Avant de quitter l’Égypte, le Dr Mohamed El Ghanem était connu pour avoir défendu les droits des chrétiens égyptiens (coptes), qui souffraient alors de l’interdiction de construire des églises imposée par le président Hosni Moubarak. Selon le journaliste Robert Fisk, la défense des chrétiens coptes par le Dr El Ghanem a fait de lui une « épine dans le pied du régime Moubarak ».